# 2006 في ألمانيا
أحداث عام 2006م في ألمانيا

## مناصب

### المستوى الفدرالي
- رئيس ألمانيا، هورست كولر
- المستشار، أنغيلا ميركل

### مستوى الدولة
- رئيس حكومة بادن فورتمبيرغ: غونتر اوتينجر
- رئيس حكومة بافاريا: إدموند شتويبر
- عمدة برلين : كلاوس فوفيريت
- أول رئيس لبلدية بريمن: ينس بوهينسن
- رئيس حكومة براندنبورغ: ماتياس بلاتسيك
- أول رئيس لبلدية هامبورغ: اولى فون بوست
- رئيس حكومة هيس: رولاند كوخ
- رئيس حكومة ولاية سكسونيا السفلى كريستيان فولف
- رئيس حكومة مكلنبورغ-فوربومرن: هارالد رينغشتوف
- رئيس حكومة شمال الراين وستفاليا: يورغن روتغير
- رئيس حكومة راينلاند بالاتينات: كورت بيك
- رئيس حكومة سارلاند: بيتر مولر
- رئيس حكومة ساكسونيا: جورج ميليبراد
- رئيس حكومة ولاية سكسونيا أنهالت: فولفغانغ بوهمر
- رئيس حكومة شليسفيغ هولشتاين: بيتر هاري كاستينسين
- رئيس حكومة تورينجيا: ديتر ألتهاوس

## احداث
- 2 يناير - انهيار سقف جليدي للتزلج في باد ريتشنهول
- 9 فبراير - مسابقة أغنية الرؤية الاتحادية  2006
- فبراير-أبريل - فيضانات أوروبا 2006
- 26 يونيو - مقتل فروك ليب
- 31 يوليو - 2006 مؤامرة تفجير القطار الألماني
- 22 سبتمبر -  تصادم قطاري لاثين
- 26 سبتمبر - 2006 جدل حفلة موسيقية
- 26 سبتمبر - 1 أكتوبر - فوتوكينا في كولونيا
- 20 نوفمبر - إطلاق النار في مدرسة امزديتن
- أكتوبر - قضية القوات الألمانية 2006

## رياضة
- كأس العالم لكرة القدم 2006
- ألمانيا في دورة الألعاب الاولمبية الشتوية لعام 2006
- الدوري الألماني لكرة القدم 2005–06
- الدوري الألماني لكرة القدم 2 2005–06
- جائزة ألمانيا الكبرى 2006
- جائزة أوروبا الكبرى 2006
- جائزة ألمانيا الكبرى للدراجات النارية 2006

## انتخابات
- انتخابات ولاية بادن فورتمبيرغ
- انتخابات ولاية برلين
- انتخابات ولاية مكلنبورغ-فوربومرن
- انتخابات ولاية راينلاند بالاتينات
- انتخابات ولاية ساكسونيا-آنهالت

## وفايات
- 27 يناير - يوهانس راو، سياسي (مواليد 1931)
- 9 يونيو - أتيكي دويتشر، مغني ألماني (مواليد 1946)
- 2 أغسطس - هولجر بورنر، سياسي (مواليد 1931)